# Berazino
Berazino (belarusiska: Беразіно, ryska: Березино: Berezino) är en stad i Belarus. Den ligger i voblasten Minsks voblast, i den centrala delen av landet, 90 km öster om huvudstaden Mіnsk. Berazino ligger 164 meter över havet och antalet invånare är 11 832.

## Natur
Terrängen runt Berazino är mycket platt. Berazino är det största samhället i trakten.